# Liste von Söhnen und Töchtern der Stadt Adelaide
Dies ist eine Liste bekannter Persönlichkeiten, die in der australischen Stadt Adelaide im Bundesstaat South Australia geboren wurden. Die Liste erhebt keinen Anspruch auf Vollständigkeit.

## 19. Jahrhundert

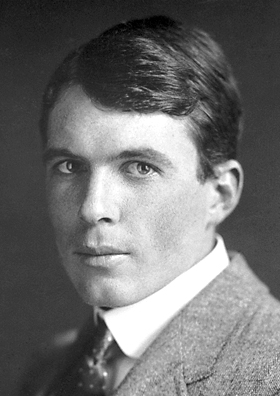
William Lawrence Bragg
(1890–1971)

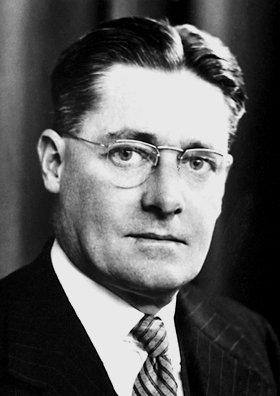
Howard Florey
(1898–1968)

- John Cox Bray (1842–1894), Politiker
- John Downer (1843 oder 1844–1915), Politiker
- Charles Kingston (1850–1908), Politiker
- Vaiben Solomon (1853–1908), Politiker
- George Prendergast (1854–1937), Politiker
- James Allen (1855–1942), neuseeländischer Politiker
- Sidney Kidman (1857–1935), Rinderbaron
- John Astley Cooper (1858–1930), britischer Erfinder der Commonwealth Games
- Thomas Hudson Beare (1859–1940), britischer Ingenieur
- George Giffen (1859–1927), Cricketspieler
- Walter Giffen (1861–1949), Cricketspieler
- Henry Chesson (1862–1948), Politiker
- Lee Batchelor (1865–1911), Politiker, Außenminister und Innenminister
- Guy Boothby (1867–1905), Schriftsteller
- Ada à Beckett (1872–1948), Biologin und Hochschullehrerin
- Bill Denny (1872–1946), Politiker
- Hermann Homburg (1874–1964), Rechtsanwalt, Politiker und Minister
- Crawford Vaughan (1874–1947), Politiker
- Agnes Murgoci (1875–1929), britische Wissenschaftlerin
- Margaret Preston (1875–1963), Malerin und Grafikerin
- Phebe Naomi Watson (1876–1964), Pädagogin und Lehrerausbilderin
- Henry Barwell (1877–1959), Politiker
- Bessie Davidson (1879–1965), Künstlerin
- Lionel Logue (1880–1953), Sprachtherapeut
- Elton Mayo (1880–1949), Soziologe
- Lionel Hill (1881–1963), Politiker
- Herbert Hudd (1881–1948), Politiker
- Peter Dawson (1882–1961), Bassbariton
- Walter Rangeley Maitland Lamb (1882–1961), britischer Klassischer Philologe, Schriftsteller und Übersetzer
- Lily Addison (1885–1982), Tennisspielerin
- Harold Cooper (1886–1970), Anthropologe und Historiker
- William Lawrence Bragg (1890–1971), britischer Physiker australischer Herkunft und Nobelpreisträger (1915)
- John Campbell Earl (1890–1978), Chemiker
- Roy Rene (1891–1954), Komiker und Schauspieler
- Mona Tracy (1892–1959), Journalistin und Autorin von Gedichten, Kurzgeschichten sowie Romanen
- Stefania Łukowicz-Mokwa (1892–1975), polnische Musikerin
- Stella Bowen (1893–1947), Malerin und Schriftstellerin
- Hedley Herbert Finlayson (1895–1991), Mammaloge und Chemiker
- Judith Anderson (1897–1992), Schauspielerin
- Howard Florey (1898–1968), Pathologe (Nobelpreisträger 1945 für Medizin)

## 20. Jahrhundert

### 1901–1920

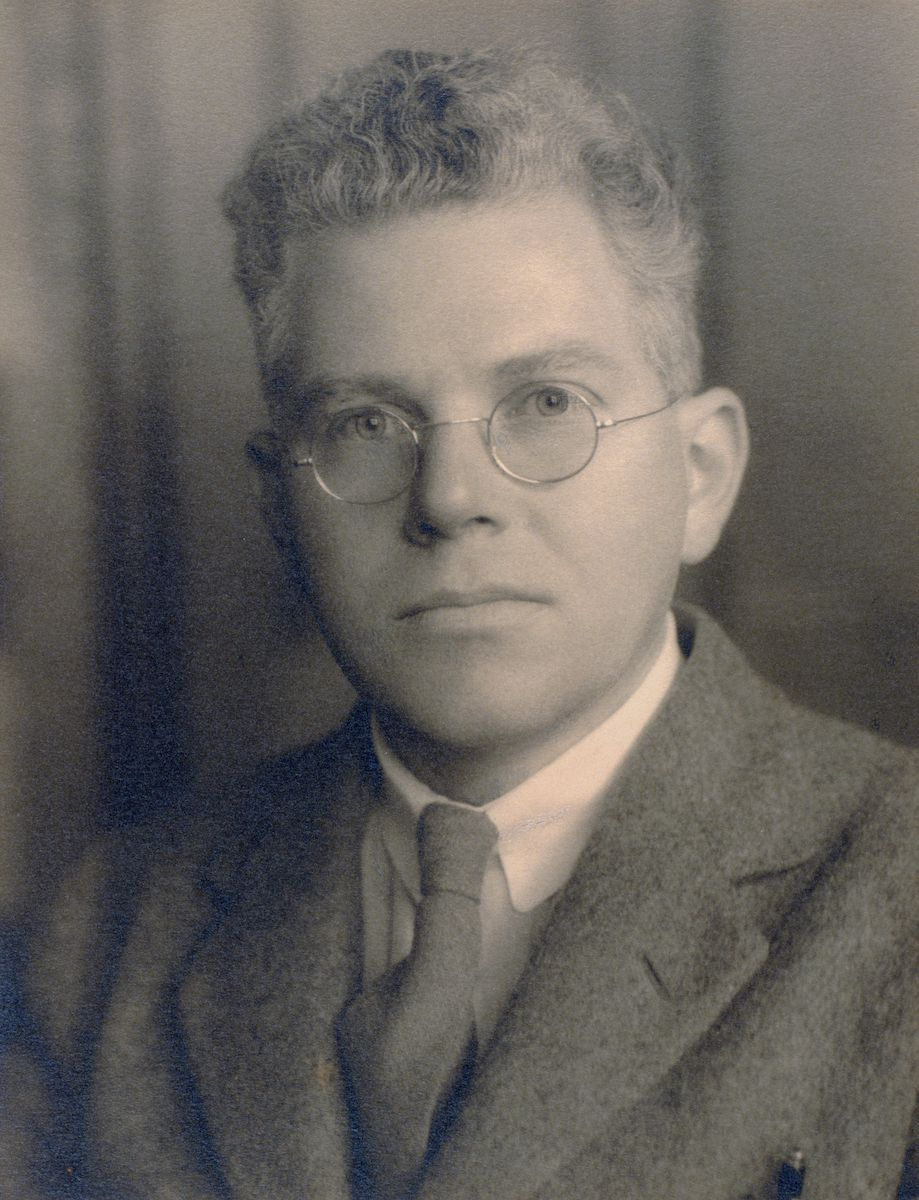
Mark Oliphant
(1901–2000)

- Mark Oliphant (1901–2000), Physiker und Gouverneur von South Australia
- Norman Rupert Barrett (1903–1979), Chirurg
- Gladys Elphick (1904–1988), Aborigines-Aktivistin
- Sam Lawn (1906–1971), Politiker
- Madeline Angel (1908–1990), Parasitologin
- Miriam Hyde (1913–2005), Komponistin, Pianistin, Musikpädagogin und Autorin
- Roma Mitchell (1913–2000), Richterin und Gouverneurin von South Australia
- Adrian Quist (1913–1991), Tennisspieler
- Max Worthley (1913–1999), Sänger (Tenor) und Gesangspädagoge
- Ronald Murray Berndt (1916–1990), Anthropologe
- Tom Warhurst (1917–2004), Tennisspieler
- Geoff Virgo (1918–2001), Gewerkschaftsfunktionär und Politiker
- Patrick Laurence Murphy (1920–2007), römisch-katholischer Bischof von Broken Bay

### 1921–1930

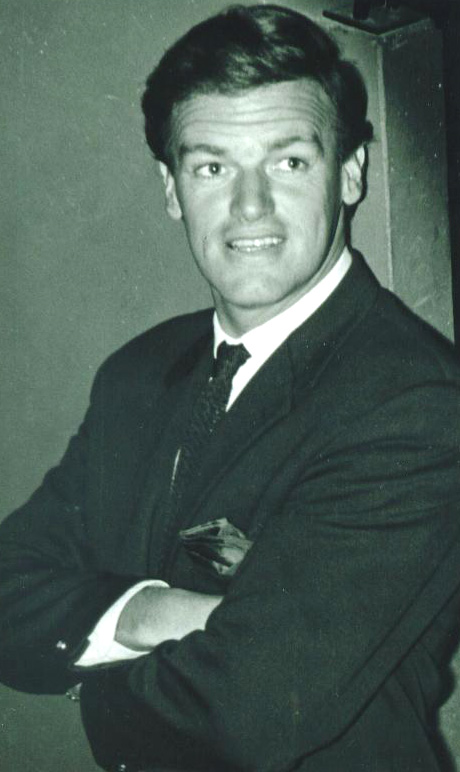
Keith Michell
(1926–2015)

- Max Harris (1921–1995), Dichter, Kritiker und Herausgeber
- Jeffrey Smart (1921–2013), Maler
- Glen Milton Storr (1921–1990), Herpetologe und Ornithologe
- Arthur Whyte (1921–2014), Politiker
- W. Ross Adey (1922–2004), Neurowissenschaftler
- John McLeay Jr. (1922–2000), Politiker und Diplomat
- Theo Bruce (1923–2002), Weitspringer
- Margaret Hubbard (1924–2011), britische Klassische Philologin
- Raymond Specht (1924–2021), Botaniker
- Renfrey Potts (1925–2005), Physiker und Mathematiker
- Jack Brokensha (1926–2010), Jazz-Musiker (Vibraphon, Schlagzeug), Arrangeur und Komponist
- Barbara Cunningham (1926–2022), Turnerin und Eisschnellläuferin
- Keith Michell (1926–2015), Schauspieler
- Alison Cheek (1927–2019), US-amerikanische Priesterin
- Donald Hodson (1927–2005), Schauspieler
- Jack Slater (1927–1997), Politiker
- Mary Julia Wade (1928–2005), Paläontologin
- John B. West (* 1928), Mediziner
- Ken McGregor (1929–2007), Tennisspieler
- Robin Millhouse (1929–2017), Jurist, Politiker und Chief Justice of Nauru
- David Henry Solomon (* 1929), Chemiker

### 1931–1940

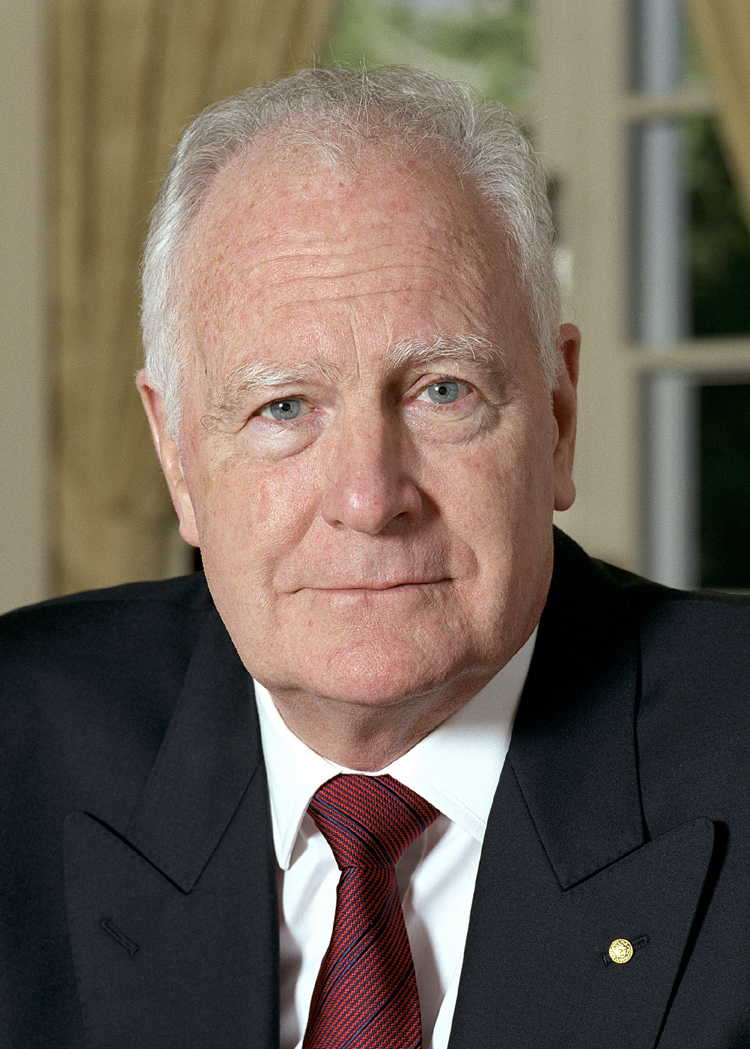
Peter Hollingworth
(* 1935)

- Bernard Cyril O’Grady (* 1931), emeritierter römisch-katholischer Bischof von Gizo
- David Schumacher (1931–2022), Ringer
- Michael Papps (1932–2022), Sportschütze
- Glen Broomhill (1933–2007), Politiker
- Ian Brooker (1934–2016), Botaniker
- Brian May (1934–1997), Komponist von Filmmusik
- Robert Stigwood (1934–2016), Musik- und Filmproduzent
- John Etheridge (1935–2002), römisch-katholischer Bischof von Vanimo (1980–1989)
- Peter Hollingworth (* 1935), Erzbischof der Anglikanischen Kirche und von 2001 bis 2003 Generalgouverneur Australiens
- Pat Oliphant (* 1935), politischer Karikaturist
- Rafe de Crespigny (* 1936), Sinologe
- Richard Schodde (* 1936), Ornithologe und Botaniker
- Norma Thrower (* 1936), Leichtathletin
- Roger Ward (* 1937), Schauspieler
- John Robin Warren (1937–2024), Pathologe und Nobelpreisträger für Physiologie und Medizin (2005)
- Ivan Shearer (1938–2019), Jurist, Professor für Völkerrecht
- Barbara Hanrahan (1939–1991), Schriftstellerin und Grafikerin

### 1941–1960
- Murray Bail (* 1941), Schriftsteller

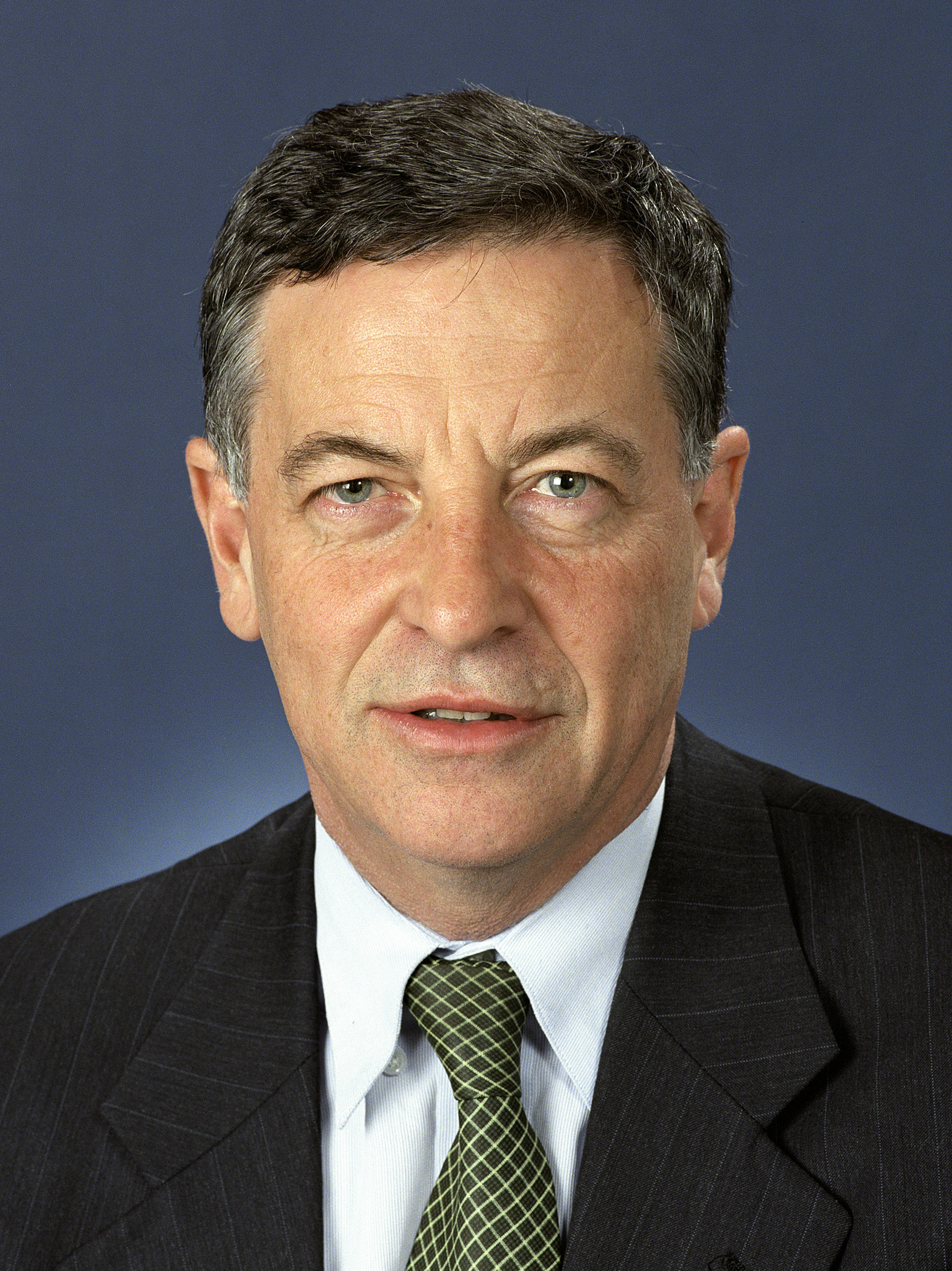
Robert Hill
(* 1946)

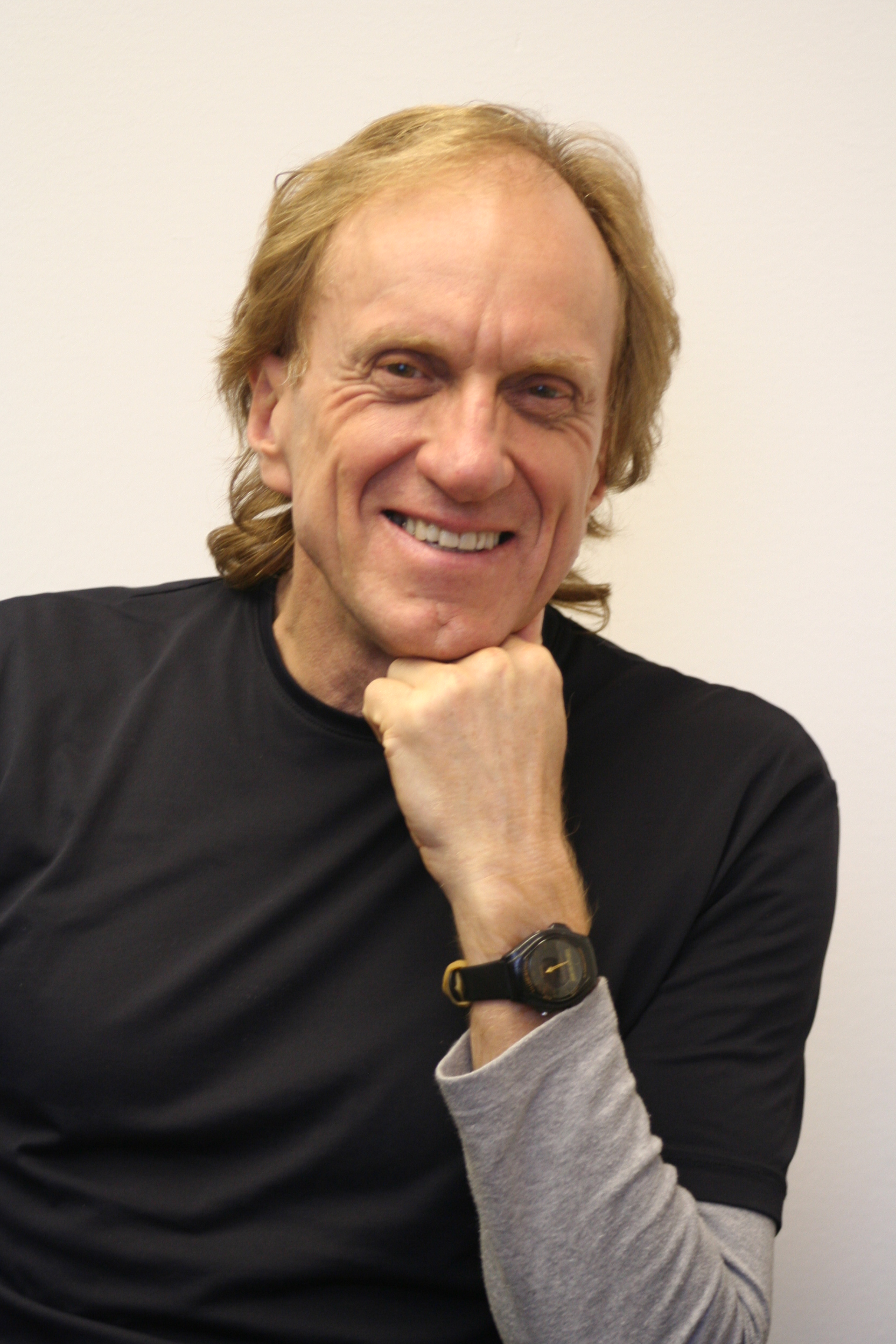
Michael White
(1948–2008)

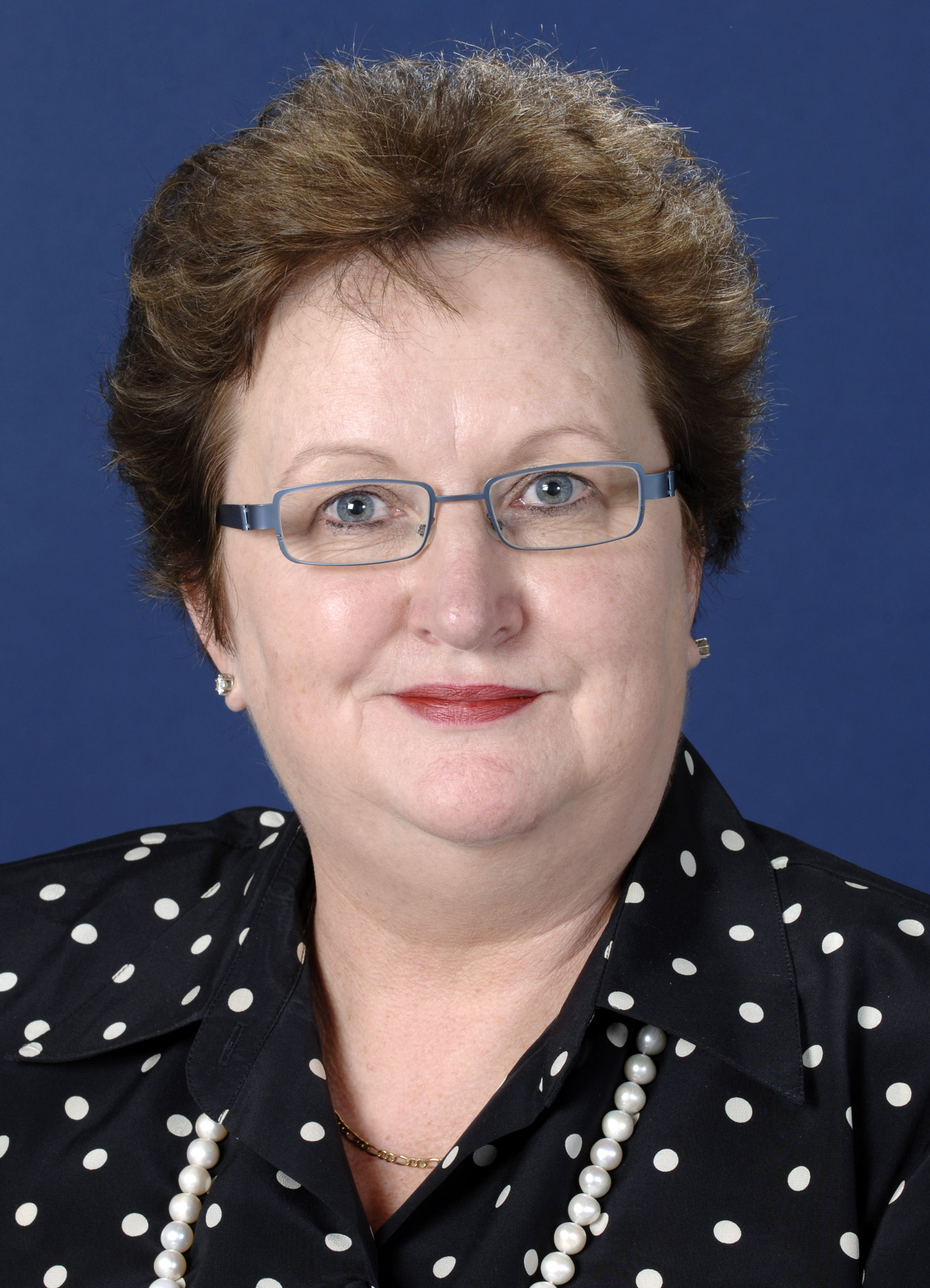
Amanda Vanstone
(* 1952)

- Jenny Graves (* 1941), Genetikerin und Hochschullehrerin
- Gregory O’Kelly (* 1941), emeritierter römisch-katholischer Bischof von Port Pirie
- Geoffrey Douglas Madge (* 1941), Pianist, Komponist und Musikpädagoge
- Terry McRae (1941–2006), Politiker
- Dean Brown (* 1943), Wirtschaftsmanager und Politiker
- Dianne Burge (1943–2024), Sprinterin
- John Hepworth (1944–2021), anglikanischer Bischof
- Tina Lawton (1944–1968), Folksängerin
- Robert Haigh (* 1945), Hockeyspieler
- Leon Simon (* 1945), Mathematiker
- Martin Wesley-Smith (1945–2019), Komponist
- Peter Wesley-Smith (* 1945), Juraprofessor und Autor
- Robert Hill (* 1946), Politiker (Liberal Party of Australia)
- Dominic Williams (1947–1984), Biogeograph, Geomorphologe und Paläontologe
- Peter R. Baverstock (* 1948), Evolutionsbiologe und Zoologe
- James Crawford (1948–2021), Jurist und Whewell-Professor für internationales Recht in Cambridge
- Michael White (1948–2008), Psychotherapeut
- Leonie Sandercock (* 1949), Stadtplanerin und Hochschullehrerin
- Kym Anderson (* 1950), Ökonom
- Annette Bezor (1950–2020), Malerin
- Alexander Downer (* 1951), Politiker
- Bodo Niggemann (* 1951), deutscher Pädiater
- Andrew Sydney Withiel Thomas (* 1951), US-Astronaut der NASA
- Kevin Scarce (* 1952), Konteradmiral, Gouverneur von South Australia
- Amanda Vanstone (* 1952), Politikerin
- Philip Pardey (* 1953), Agrarökonom
- Rodney A. Brooks (* 1954), Informatiker und Kognitionswissenschaftler
- Andrew Clarke (* 1954), Schauspieler[1]
- Vicki Cardwell (* 1955), Squashspielerin
- Paul Kelly (* 1955), Musiker
- Graeme Koehne (* 1956), Komponist
- John Kosmina (* 1956), Fußballspieler und -trainer
- Gillian Rolton (1956–2017), Pferdezüchterin und Vielseitigkeitsreiterin
- Uwe Schummer (* 1957), deutscher Politiker (CDU)
- Leo Joseph (* 1958), Ornithologe
- Phil Smyth (* 1958), Basketballspieler und -trainer[2]
- Paul Taylor (* 1958), Geschichtenerzähler, Didgeridoo-Spieler und Musiker
- Michael Turtur (* 1958), Radrennfahrer
- Andrew Bolt (* 1959), Zeitungskolumnist, Radio- und TV-Moderator und Blogger
- Anthony LaPaglia (* 1959), Schauspieler
- Sonia Todd (* 1959), Schauspielerin
- Glen Brumby (* 1960), Squashspieler
- Michael Richmond (* 1960), Eisschnellläufer und Shorttracker
- Andrew Schultz (* 1960), Komponist

### 1961–1970
- Stephen Hodge (* 1961), Radrennfahrer
- Hugh Possingham (* 1962), Ökologe
- David Pullan (* 1962), Schauspieler

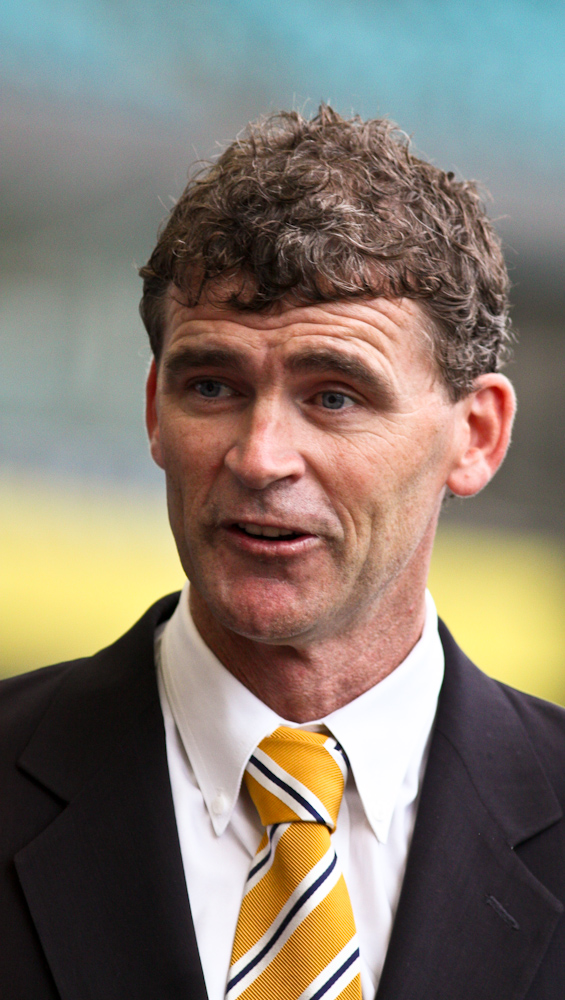
Alex Tobin
(* 1965)

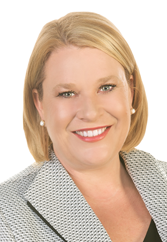
Natasha Griggs
(* 1969)

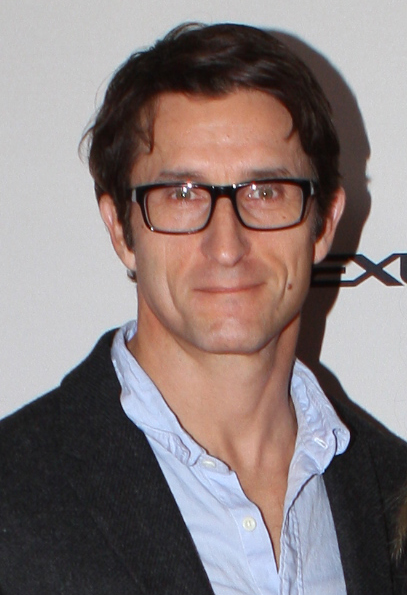
Jonathan LaPaglia
(* 1969)

- Fil Barlow (* 1963), Comiczeichner, Schriftsteller und Produzent
- Pip Karmel (* 1963), Filmeditorin, Drehbuchautorin und Filmregisseurin
- Joanna Lewis (* 1963), Geigerin und Komponistin
- Glenn Beringen (* 1964), Schwimmer[3]
- Chris Dittmar (* 1964), Squashspieler
- Jay Weatherill (* 1964), Politiker (Australian Labor Party)
- Darren Cahill (* 1965), Tennisspieler
- Margaret Illmann (* 1965), Primaballerina
- Mike McKay (* 1965), Basketballspieler[4]
- Kerri Pottharst (* 1965), Volleyball- und Beachvolleyball-Spielerin; Olympiasiegerin (2000)
- Alex Tobin (* 1965), Fußballspieler
- Mark Woodforde (* 1965), Tennisspieler
- Andrew McLachlan (* 1966), Politiker
- Paul Snowden Lewis (* 1966), Hockeyspieler
- Sean Carlin (* 1967), Hammerwerfer
- Mark Lebedew (* 1967), Volleyballtrainer
- Christopher Pyne (* 1967), Politiker (Liberal Party of Australia)
- Aurelio Vidmar (* 1967), Fußballspieler und -trainer
- Steve Martin (* 1968), Motorradrennfahrer
- Belinda McClory (* 1968), Schauspielerin
- David Solari (* 1968), australisch-italienischer Radrennfahrer
- Samuel Adamson (* 1969), Dramatiker und Drehbuchautor
- Narelle Autio (* 1969), Fotografin
- Simon Fairweather (* 1969), Bogenschütze
- Sonja Frühsammer (* 1969), deutsche Köchin
- Natasha Griggs (* 1969), Politikerin
- Robert Mammone (* 1969), Schauspieler
- Juliet Haslam (* 1969), Hockeyspielerin
- Jonathan LaPaglia (* 1969), Schauspieler
- Ben Oxenbould (* 1969), Schauspieler und Comedian
- Alison Peek (* 1969), Hockeyspielerin
- Damian Brown (* 1970), Gewichtheber[5]
- Loene Carmen (* 1970), Musikerin und Schauspielerin
- Damon Herriman (* 1970), Schauspieler
- Tony Vidmar (* 1970), Fußballspieler

### 1971–1980

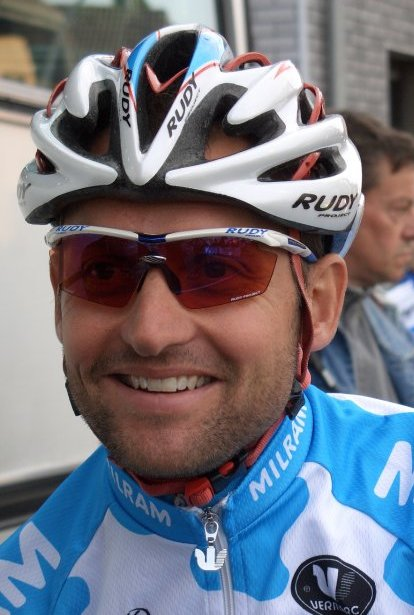
Luke Roberts
(* 1977)

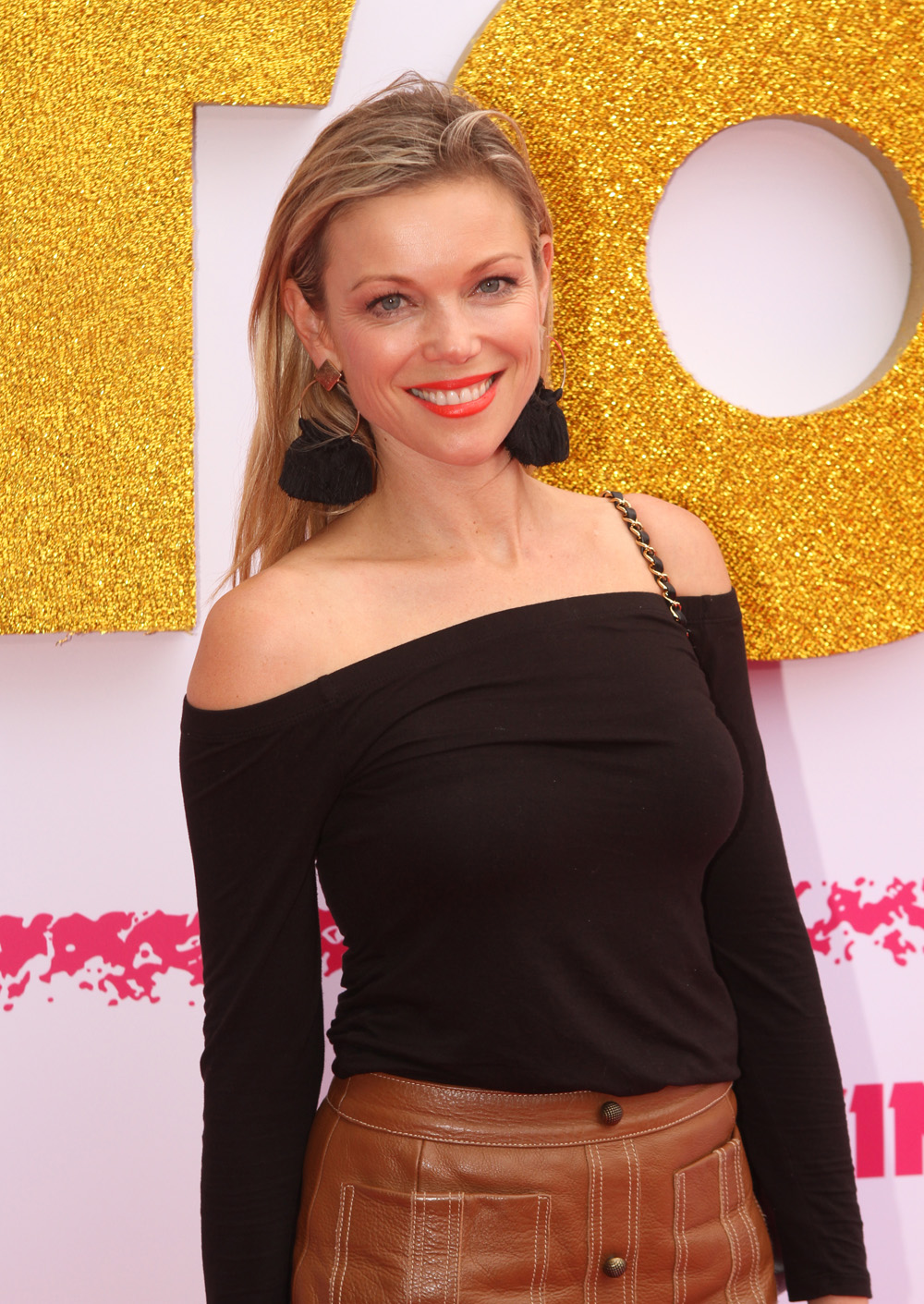
Holly Brisley
(* 1978)

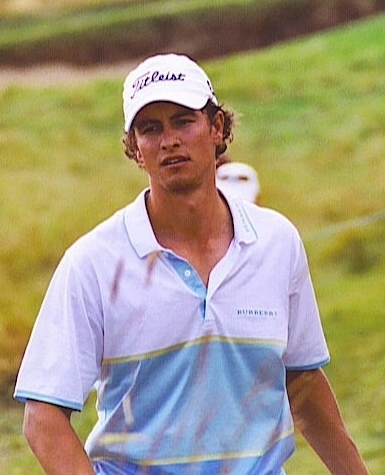
Adam Scott
(* 1980)

- Brett Aitken (* 1971), Bahn- und Straßenradrennfahrer
- Wayne Arthurs (* 1971), Tennisspieler
- Chloë Fox (* 1971), Politikerin
- Victoria Hill (* 1971), Schauspielerin[6]
- Phil Rogers (* 1971), Schwimmer[7]
- Kate Slatter (* 1971), Ruderin
- Adam Bandt (* 1972), Politiker (Australian Greens)
- Tanya White (* 1972), Taekwondoin[8]
- Michelle Brogan-Griffiths (* 1973), Basketballspielerin[9]
- Kate Fischer (* 1973), Schauspielerin und Model
- Kylie Furneaux (* 1973), Stuntwoman und Schauspielerin
- Tania Gooley (* 1973), Beachvolleyball- und Volleyballspielerin
- Sam Leach (* 1973), Maler
- Brett Maher (* 1973), Basketballspieler[10]
- Stuart O’Grady (* 1973), Radrennfahrer
- Andrew Schacht (* 1973), Beachvolleyballspieler
- Katie Allen (* 1974), Hockeyspielerin[11]
- Simon Birmingham (* 1974), Politiker (Liberal Party of Australia)
- Joel Shepherd (* 1974), Science-Fiction-Schriftsteller
- Paul Agostino (* 1975), australisch-italienischer Fußballspieler
- Angela Clarke (* 1975), Volleyball- und Beachvolleyballspielerin
- Carmen Klomp (* 1975), Ruderin
- Sia (* 1975), Sängerin
- Kristyn Swaffer (* 1975), Fußballspielerin
- Terence Tao (* 1975), australisch-US-amerikanischer Mathematiker
- John Aloisi (* 1976), Fußballspieler
- Amy Gillett (1976–2005), Ruderin und Radrennfahrerin
- Brady Haran (* 1976), Filmemacher und Videojournalist
- Melissa Martin (* 1976), Squashspielerin
- Todd Perry (* 1976), Tennisspieler
- Yasser Shahin (* 1976), Unternehmer und Autorennfahrer
- Corey Sweet (* 1976), Radrennfahrer
- Russell Van Hout (* 1976), Radrennfahrer
- Sophie Hyde (* 1977), Filmregisseurin, -produzentin und Drehbuchautorin
- Geoff Ogilvy (* 1977), Profigolfer
- Luke Roberts (* 1977), Radrennfahrer
- Sarah Ryan (* 1977), Schwimmerin[12]
- Holly Brisley (* 1978), Schauspielerin
- Jo Lawry (* 1978 oder * 1979), Jazzsängerin und Singer-Songwriterin
- Kestie Morassi (* 1978), Schauspielerin[13]
- Lisa-Anne Smith (* 1978), Sportschützin[14]
- Ben Thilthorpe (* 1978), Eishockeyspieler
- Dianne Alagich (* 1979), Fußballspielerin
- Butterfly Boucher (* 1979), Sängerin und Songschreiberin
- Chris Jongewaard (* 1979), Mountainbike-, Cyclocross- und Straßenradrennfahrer
- Jordan Kerr (* 1979), Tennisspieler
- Andrew McNee (* 1979), Shorttracker
- Robert Newbery (* 1979), Wasserspringer
- Paul Pezos (* 1979), Fußballspieler
- Melanie Vallejo (* 1979), Schauspielerin
- Kate Wilson-Smith (* 1979), Badmintonspielerin
- Tamsin Barnett Hinchley (* 1980), Volleyballspielerin
- Travis Dodd (* 1980), Fußballspieler
- Lynda Folauhola (* 1980), Wasserspringerin
- Rosealee Hubbard (* 1980), Bahnradsportlerin
- Peter Malinauskas (* 1980), Politiker
- Greg Oddy (* 1980), Eishockeyspieler
- Adam Scott (* 1980), Golfspieler
- Craig Victory (* 1980), Hockeyspieler[15]

### 1981–1985

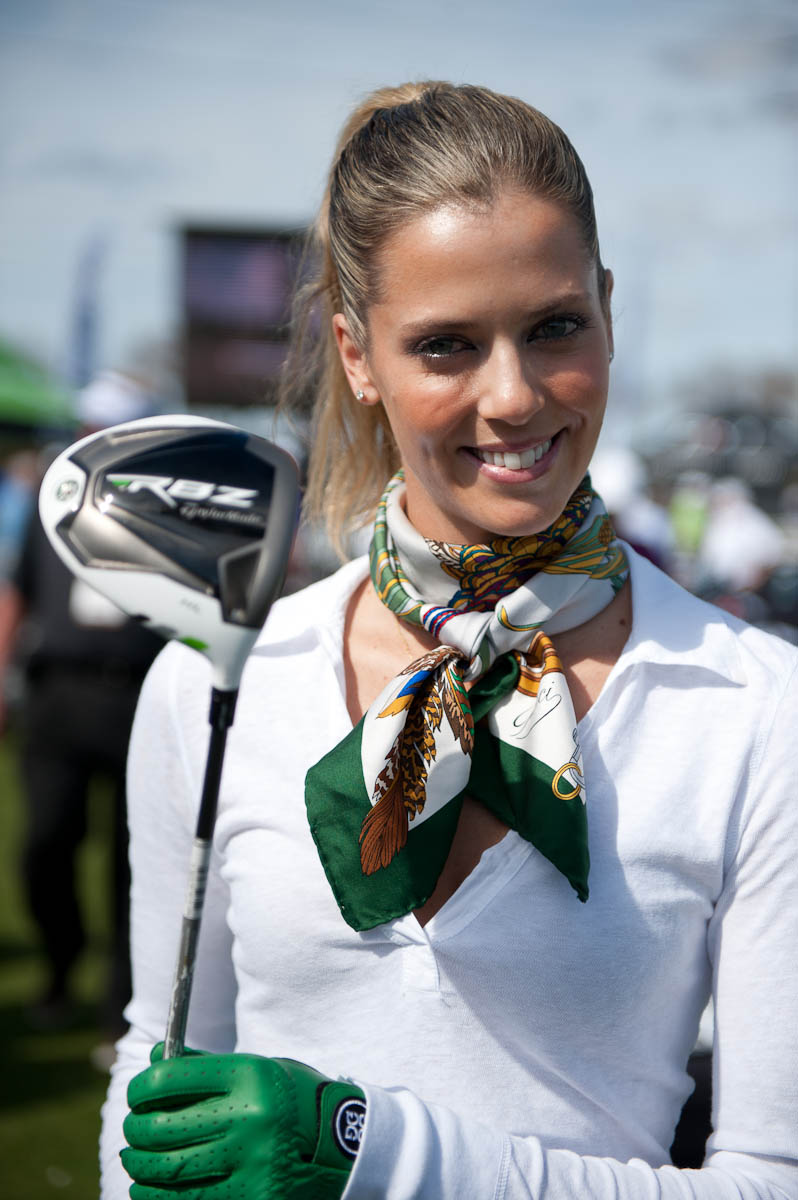
Anna Rawson
(* 1981)

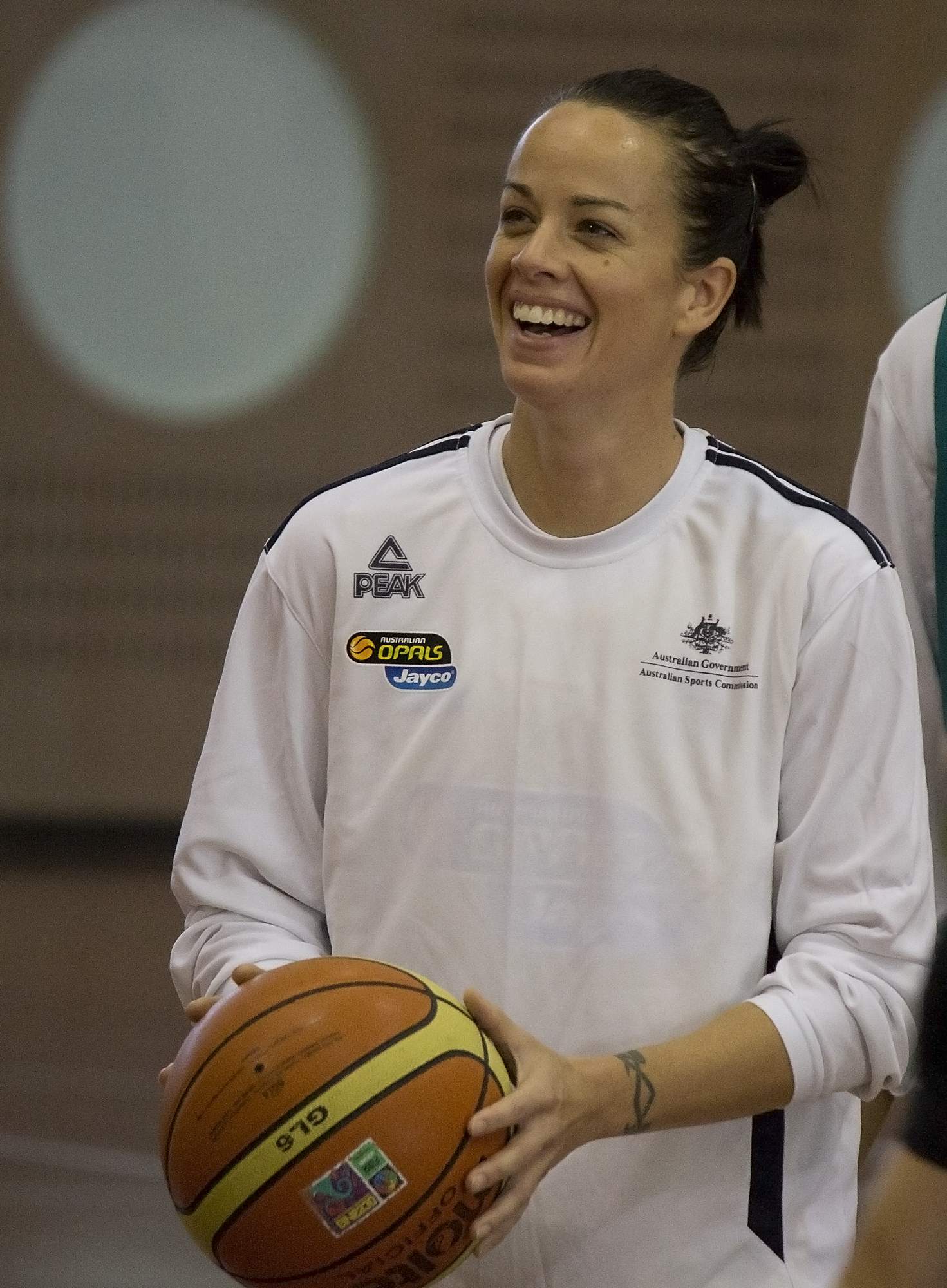
Kristen Veal
(* 1981)

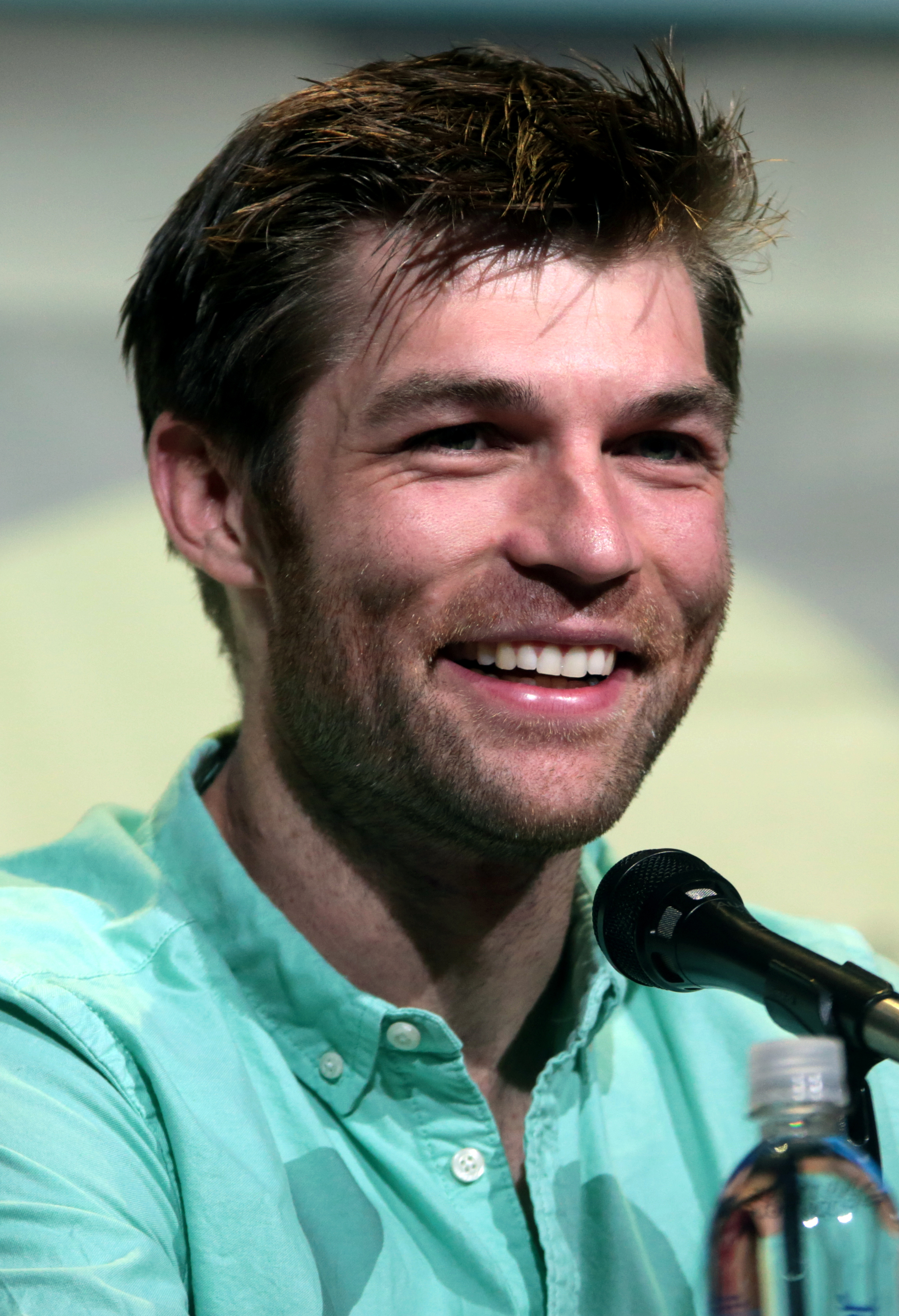
Liam McIntyre
(* 1982)

- Bea Daly (* 1981), Volleyballspielerin[16]
- Nicholas Fisher (* 1981), Freestyle-Skier[17]
- Lleyton Hewitt (* 1981), Tennisspieler
- Adrian Laidler (* 1981), Radrennfahrer
- Mark McNee (* 1981), Shorttracker[18]
- Alicia Molik (* 1981), Tennisspielerin
- Matthew Pavlich (* 1981), Australian-Football-Spieler
- Anna Rawson (* 1981), Golferin
- Luke Thilthorpe (* 1981), Eishockeyspieler
- Kristen Veal (* 1981), Basketballspielerin[19]
- Wes Carr (* 1982), Popsänger
- Cassian Delsar (* 1982), Eishockeyspieler
- Aaron Goulding (* 1982), Fußballspieler
- Liam McIntyre (* 1982), Schauspieler
- Christopher Morgan (* 1982), Ruderer
- Mark Ormrod (* 1982), Leichtathlet
- Sarah Crowley (* 1983), Duathletin und Triathletin
- Melissa Hauschildt (* 1983), Leichtathletin und Triathletin
- Johan Linde (* 1983), Boxer[20]
- Richard Magarey (* 1983), Wrestler, Sänger, Schauspieler und Crossdresser
- Jona Weinhofen (* 1983), Metalcore-Gitarrist
- Fabian Barbiero (* 1984), Fußballspieler
- Colin Ebelthite (* 1984), Tennisspieler
- Jason Spagnuolo (* 1984), Fußballspieler
- Hannah Davis (* 1985), Kanutin
- Joshua Harding (* 1985), Eishockeyspieler
- Chelsea Jaensch (* 1985), Weitspringerin
- Isaac Kapa (* 1985), Beachvolleyballspieler
- Orianthi (* 1985), Musikerin (Lead-Gitarristin von Michael Jackson)
- Hugh Sheridan (* 1985), Theater- und Filmschauspieler, Synchronsprecher und Sänger

### 1986–1990
- Steven Brown (* 1986), Judoka[21]
- Marieke Guehrer (* 1986), Schwimmerin[22]
- Josh Helman (* 1986), Schauspieler
- Sophie Linn (* 1986), Triathletin
- Teresa Palmer (* 1986), Schauspielerin
- Sam Clark (* 1987), Schauspieler[23]

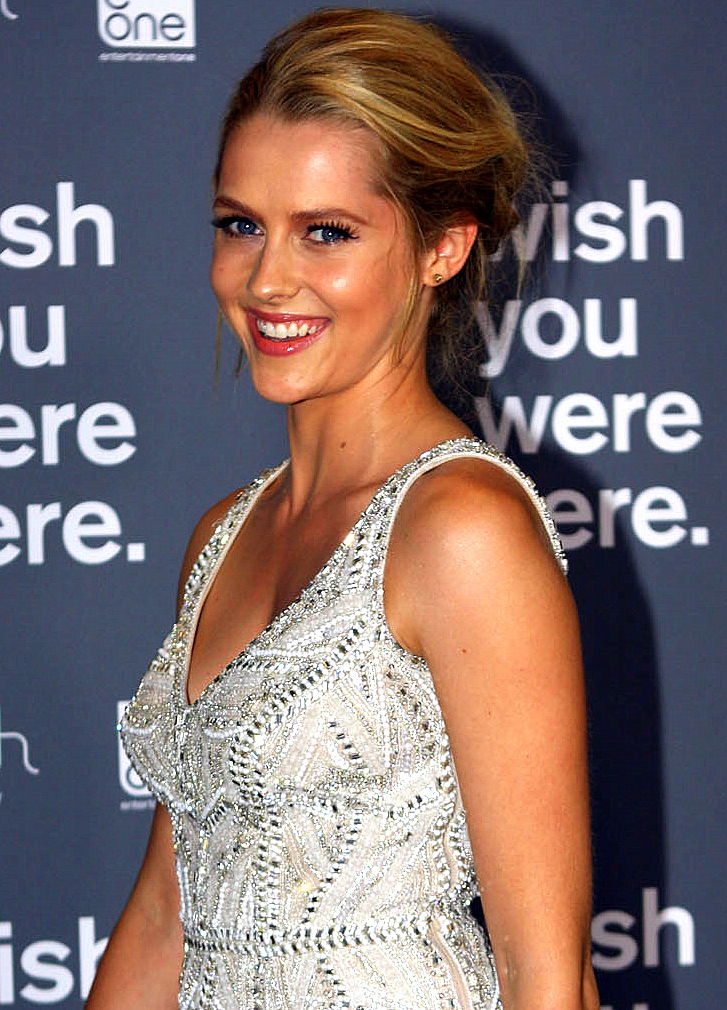
Teresa Palmer
(* 1986)

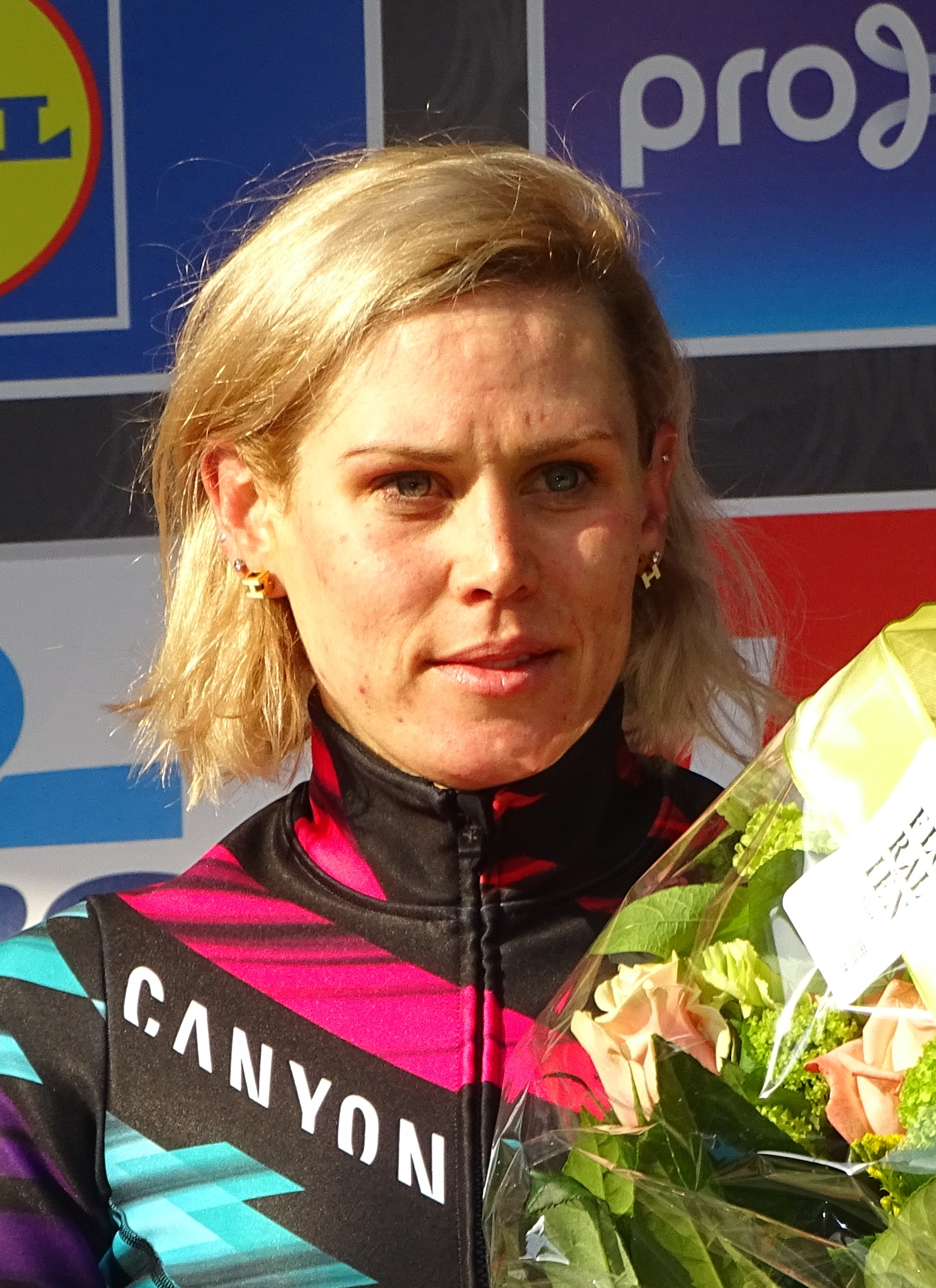
Tiffany Cromwell
(* 1988)

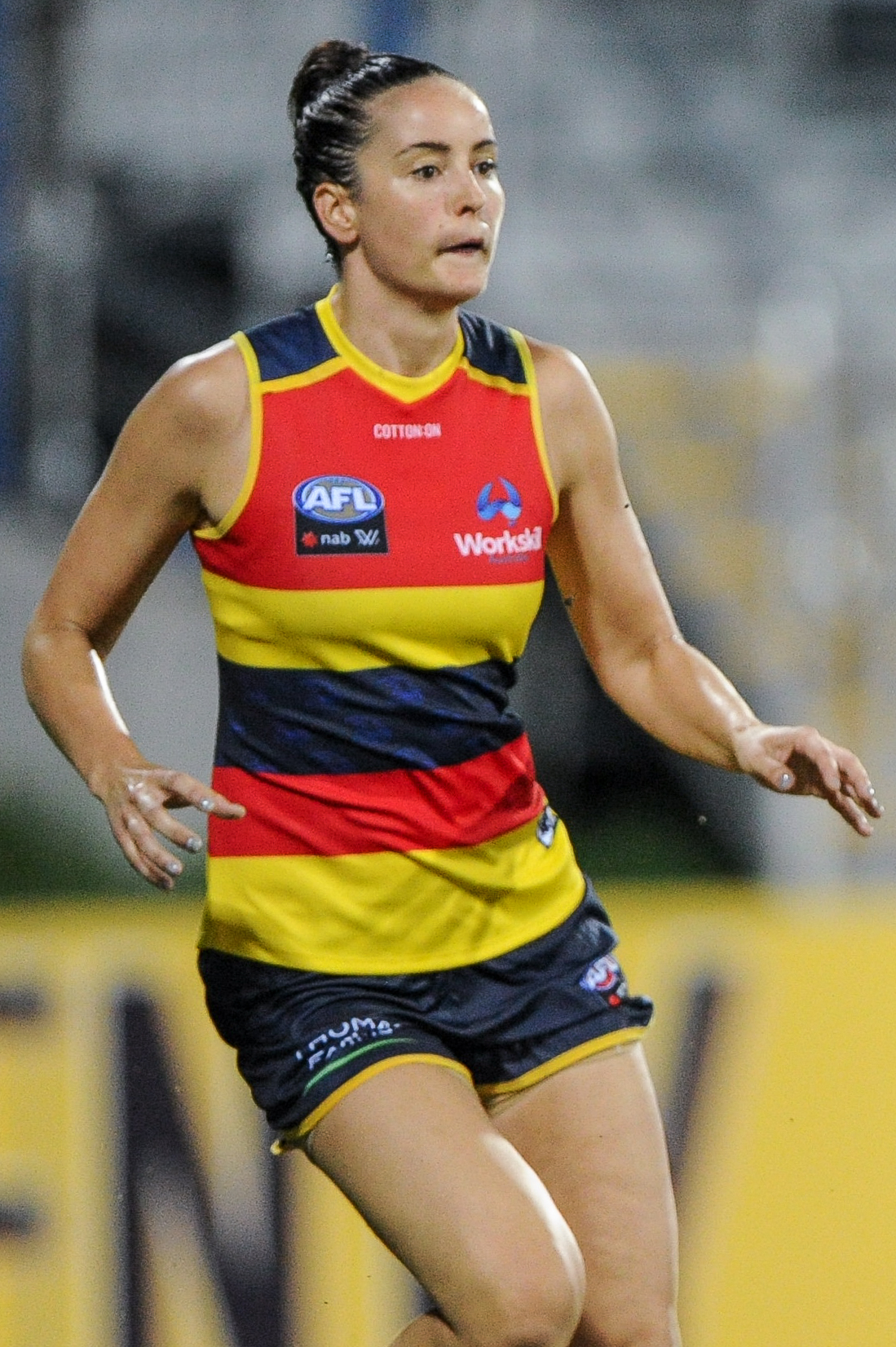
Becchara Palmer
(* 1988)

- Joe Ingles (* 1987), Basketballspieler
- Michael Marrone (* 1987), Fußballspieler
- James McRae (* 1987), Ruderer
- Clementine Mellor (* 1987), Schauspielerin
- Sarah Snook (* 1987), Schauspielerin
- Mitchell Villani (* 1987), Eishockeyspieler
- Sam Boehm (* 1988), Volleyball- und Beachvolleyballspieler
- Matthew Cowdrey (* 1988), Schwimmer und Politiker
- Tiffany Cromwell (* 1988), Radsportlerin
- David Huxley (* 1988), Eishockeyspieler
- Becchara Palmer (* 1988), Beachvolleyballspielerin
- Nathan Parsons (* 1988), australisch-US-amerikanischer Schauspieler
- Dean Peterson (* 1988), Eishockeyspieler
- Bronson Reed (* 1988), Wrestler
- James Troisi (* 1988), Fußballspieler
- Jack Bobridge (* 1989), Bahn- und Straßenradrennfahrer
- Ryan McGowan (* 1989), Fußballspieler
- Christopher McHugh (* 1989), Beachvolleyballspieler
- Daniel Mullen (* 1989), Fußballspieler
- Matthew Mullen (* 1989), Fußballspieler
- Brendan Vink (* 1989), Wrestler
- Darren Corstens (* 1990), Eishockeyspieler
- Rohan Dennis (* 1990), Bahn- und Straßenradrennfahrer
- Henry Frayne (* 1990), Drei- und Weitspringer
- Osama Malik (* 1990), Fußballspieler
- Stephanie Morton (* 1990), Bahnradsportlerin
- Magdalena Moshi (* 1990), tansanische Schwimmerin
- James Obst (* 1990), Pokerspieler
- Scott Pye (* 1990), Automobilrennfahrer
- Rocky Visconte (* 1990), Fußballspieler

### 1991–2000

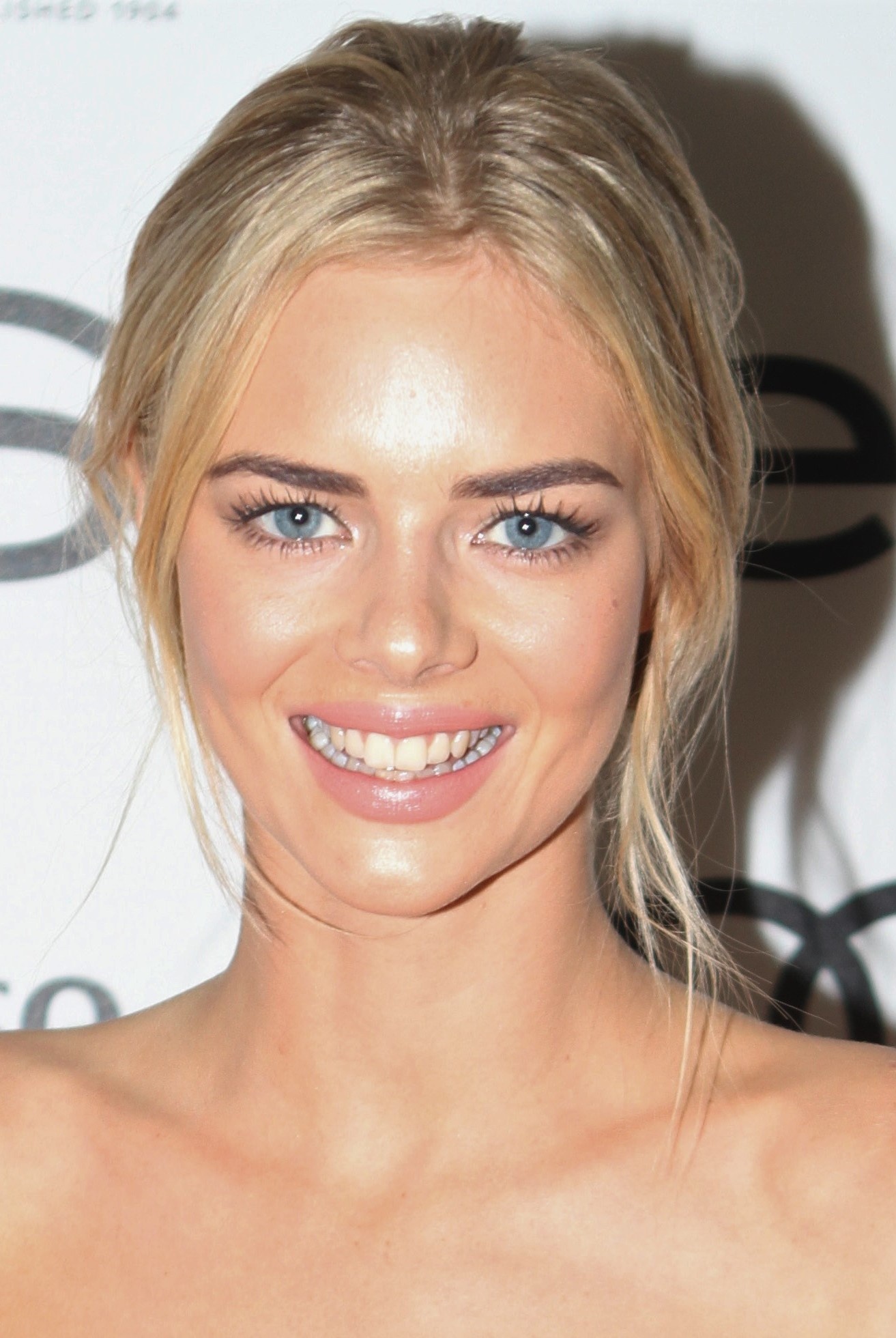
Samara Weaving
(* 1992)

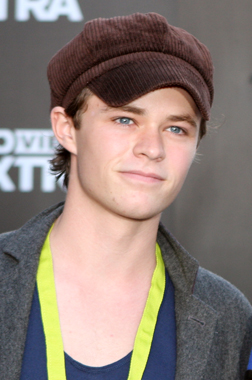
Harrison Gilbertson
(* 1993)

- Leanne Choo (* 1991), Badmintonspielerin
- Wehebe Darge (* 1991), Eishockeyspieler
- Annette Edmondson (* 1991), Radrennfahrerin
- James Glasspool (* 1991), Bahnradsportler[24]
- Craig Goodwin (* 1991), Fußballspieler
- Kayla Itsines (* 1991), Personal-Trainerin, Autorin und Unternehmerin
- Dylan McGowan (* 1991), Fußballspieler
- Francesco Monterosso (* 1991), Fußballspieler
- Rohan Wight (* 1991), Radsportler
- Emma Basher (* 1992), Ruderin[25]
- Jane Claxton (* 1992), Hockeyspielerin
- Nathan Coenen (* 1992), Schauspieler
- Joe Costa (* 1992), Fußballspieler
- Matthew Glaetzer (* 1992), Bahnradsportler
- Damien Howson (* 1992), Radrennfahrer
- Andrew Marveggio (* 1992), Fußballspieler
- Emily Seebohm (* 1992), Schwimmerin
- Sianoa Smit-McPhee (* 1992), Schauspielerin
- Samara Weaving (* 1992), Schauspielerin und Model
- Troy Brosnan (* 1993), Mountainbiker
- Harrison Gilbertson (* 1993), Schauspieler
- Alex Hartmann (* 1993), Sprinter
- Travis Head (* 1993), Cricketspieler
- Megan Schutt (* 1993), Cricketspielerin
- Liam Wooding (* 1993), Fußballspieler
- Jordan Elsey (* 1994), Fußballspieler
- Jai Angsuthasawit (* 1995), australisch-thailändischer Radsportler
- Isobel Batt-Doyle (* 1995), Langstreckenläuferin
- Brandon Borrello (* 1995), Fußballspieler
- Ben Garuccio (* 1995), Fußballspieler
- Joshua Harrison (* 1995), Radsportler
- Paul Izzo (* 1995), Fußballspieler
- Tahlia McGrath (* 1995), Cricketspielerin
- Thanasi Kokkinakis (* 1996), Tennisspieler
- Bradley Mousley (* 1996), Tennisspieler
- Alexander Porter (* 1996), Radsportler
- Rhea Ripley (* 1996), Wrestlerin
- Kodi Smit-McPhee (* 1996), Schauspieler
- Li Tu (* 1996), Tennisspieler
- Lauren Esposito (* 1997), Schauspielerin
- Kurtis Marschall (* 1997), Stabhochspringer
- Amanda-Jade Wellington (* 1997), Cricketspielerin
- Jared Clark (* 1998), vanuatuisch-australischer Fußballspieler
- Riley McGree (* 1998), Fußballspieler
- Chloe Moran (* 1998), Bahnradsportlerin
- Jack Pearse (* 1998), Beachvolleyballspieler
- Jarrad Drizners (* 1999), Radrennfahrer
- Kusini Yengi (* 1999), australisch-englischer Fußballspieler
- Sophie Edwards (* 2000), Radrennfahrerin

## 21. Jahrhundert
- Charlotte Grant (* 2001), Fußballspielerin
- Edward Winter (* 2004), Tennisspieler
- Tayte Ryan (* 2006), Bahnradsportler

## Geburtsjahr unbekannt
- Geoffrey Simpson (* im 20. Jahrhundert), Kameramann
- Hollie Andrew (* im 20. Jahrhundert), Schauspielerin